# Their First Misunderstanding
Their First Misunderstanding er en amerikansk stumfilm fra 1911 af Thomas H. Ince og George Loane Tucker.

## Medvirkende
- Mary Pickford som Mae Darcy
- Owen Moore som Tom Owen
- Thomas H. Ince
- Ben Turpin